# النوم الأسود (فلم 1956)
النوم الأسود (بالإنجليزية: The Black Sleep) فيلم رعب أمريكي، عرض عام 1956، من إخراج ريجنالد ليجراند بورغ وبطولة باسل راثبون.

## روابط خارجية
- مقالات تستعمل روابط فنية بلا صلة مع ويكي بيانات